# Fontaine-Étoupefour
Fontaine-Étoupefour – miejscowość i gmina we Francji, w regionie Normandia, w departamencie Calvados.
Według danych na rok 1990 gminę zamieszkiwało 1627 osób, a gęstość zaludnienia wynosiła 320 osób/km² (wśród 1815 gmin Dolnej Normandii Fontaine-Étoupefour plasuje się na 130. miejscu pod względem liczby ludności, natomiast pod względem powierzchni na miejscu 879.).